# Matic Žitko
Matic Žitko, slovenski nogometaš, * 21. februar 1990,  Ljubljana.
Žitko je nekdanji profesionalni nogometaš, ki je igral na položaju branilca. V svoji karieri je igral za slovenske klube Interblock, Ivančno Gorico, Celje in Rudar Velenje ter ob koncu kariere za poljska Olimpia Grudziądz in Chojniczanko Chojnice. Skupno je v prvi slovenski ligi odigral 103 tekme in dosegel en gol. Bil je tudi član slovenske reprezentance do 18 in 21 let.